# Бродир и Оспак Мэнские
Бродир и Оспак — братья, датские хёвдинги с острова Мэн. Они упоминаются в ирландской летописи под названием «Война ирландцев с чужеземцами» («Cogadh Gaedhel re Gallaibh»), написанной в XII веке, и в исландской «Саге о Ньяле» XIII века в качестве ключевых военных лидеров, которые воевали на противоположных сторонах во время битвы при Клонтарфе (23 апреля 1014 года).
Во время битвы Бродир, сражавшийся на стороне короля Лейнстера Маэла Морды мак Мурхады и короля Дублина Ситрика Шёлковой Бороды, умертвил верховного короля Ирландии Бриана Бору, а его брат Оспак, воевавший на противоположной стороне, был ранен и потерял в сражении двух сыновей.

## Биография

### Ранние годы
Датчане Бродир и Оспак были братьями, которые жили на западном побережье острова Мэн. Согласно «Саге о Ньяле», Оспак был язычником и «мудрейшим из всех людей», а его брат Бродир был вначале христианином и священником, но затем предал веру, вернулся к язычеству и стал заниматься колдовством. Бродир был высоким и сильным мужчиной, с такими длинными черными волосами, что он их заправлял за пояс. Он носил доспехи, которые не брало никакое оружие. Братья Бродир и Оспак имели под своим командованием тридцать кораблей. Королева Гормлет инген Мурхада, мать Ситрика Шёлкобородого, описывает их как «мужчин такой отваги, что никто не сможет противостоять им».
В 1010-х годах верховный король Ирландии Бриан Бору развелся со своей женой Гормлет инген Мурхада, матерью короля Дублина Ситрика Шёлковой Бороды и сестрой короля Лейнстера Маэла Морды мак Мурхады. Гормлет убедила своего сына Ситрика и брата Маэла Морду объединиться и выступить против власти Бриана Бору. В 1012 году король Лейнстера Маэл Морда мак Мурхада поднял восстание против верховного короля. Гормлет инген Мурхада отправила своего сына Ситрика Шёлкобородого, короля Дублина, к викингам северных островов, чтобы просить у них военной помощи. Вначале Ситрик посетил Оркнейские острова, где местный ярл Сигурд Хлодвирссон изъявил желание поддержать его и принять участие в походе на Ирландию. Затем дублинский король Ситрик прибыл на остров Мэн, где встретился с братьями Бродиром и Оспаком, призывая их принять участие в предстоящей военной кампании. Ситрик пообещал Бродиру и Оспаку, каждому в отдельности, что, в случае успеха, они смогут жениться на его матери Гормлет и стать королями Ирландии. Эти условия должны были храниться в тайне. Бродир согласился поддержать Ситрика, а Оспак был недоволен и не хотел воевать против «доброго короля» Бриана Бору.
Несмотря на это, хёвдинги Бродир и Оспак со своими кораблями отплыли к ирландскому побережью. Бродир стремился вступить в битву, а Оспак отговаривал его, говоря о большом количестве убитых в будущем сражении. Бродир решил убить своего брата и перебить всех его людей. Ночью Оспак с десятью кораблями отделился от остальной флотилии, поплыл вдоль ирландского побережья и на реке Шаннон присоединился к армии Бриана Бору. Оспак сообщил Бриану о готовящемся вторжении и принял христианство.

### Битва при Клонтарфе
Согласно «Саге о Ньяле», Бродир при помощи колдовства пытался предсказать исход битвы против Бриана Бору. Полученное им предсказание гласило, что если битва состоится в пятницу, то Бриан Бору погибнет, но одержит победу, если же бой будет раньше, то погибнут все его противники. Тогда Бродир сказал, что нельзя биться до пятницы.
23 апреля 1014 года произошла знаменитая битва при Клонтарфе, где братья Бродир и Оспак участвовали на противоположных сторонах. Бродир командовал тысячей мэнских викингов на правом фланге армии Маэла Морды мак Мурхады и Ситрика Шёлковой Бороды. На левом фланге Бродир повел своих воинов в атаку, и оттеснил ирландцев, пока не наткнулся на воина по прозвищу Волк-Забияка (брат или пасынок Бриана). Он повалил Бродира на землю, но не смог пробить его броню. Бродир скрылся с поля боя. Викинги, сражавшиеся под его командованием, остались без командира. Ирландские воины под руководством Мурхада мак Бриайна (старшего сына Бриана Бору), противостоящие викингам, сражались стойко и вскоре оттеснили воинов Бродира к их кораблям.
Бежавший Бродир, скрывшийся в лесах в окрестностях Дублина, заметил престарелого ирландского короля Бриана Бору, молящегося в своём шатре недалеко от поля битвы. Собрав нескольких товарищей они набросились на шатёр, убили Бриана и его слуг и отступили под победный выкрик Бродира: «Сейчас можно сказать людям, что Бриан пал от рук Бродира». Согласно «Саге о Ньяле», Волк-Забияка, с которым Бродир уже встретился в бою, выследил, захватил в плен и зверски убил Бродира. Современный ирландский историк-медиевист Дуннхад О’Коррейн утверждает, что Бродир был убит во время сражения, а Бриана Бору умертвили в своём шатре викинги, бежавшие с поля боя.
Согласно «Саге о Ньяле», во время сражения хёвдинг Оспак со своими воинами сражался на правом крыле напротив короля Дублина Ситрика Шёлкобородого. Во время битвы он был тяжело ранен и потерял обоих сыновей, но заставил дублинского короля Ситрика отступить. По данным ирландских анналов, король Дублина Ситрик Шёлковая Борода не участвовал в самом сражении, а находился со своим отрядом в резерве в Дублине.